# Servi Corneli Maluginense (tribú)
Servi Corneli Maluginense (llatí: Servius Cornelius P. F. M. N. Maluginensis) era un magistrat romà. Era fill de Publi Corneli Maluginense i germà de Publi Corneli Maluginense II i de Marc Corneli Maluginense. Formava part de la família Maluginense, una branca de la gens Cornèlia.
Va ser tribú amb potestat consolar set vegades, segons els Fasti:
- 386 aC
- 384 aC
- 383 aC
- 380 aC
- 376 aC (Titus Livi no l'esmenta aquest any)
- 370 aC
- 368 aC.[1][2]